# Russell Means
Russell Charles Means (Wanbli Ohitika) né le 10 novembre 1939, et mort le 22 octobre 2012, est un représentant des Lakota-Oglala, amérindiens couramment et improprement dénommés Sioux. Il s'est également illustré en tant qu'acteur dans divers films ou séries : Le Dernier des Mohicans, Into the West…
S'appuyant sur tous les traités signés avec les États-Unis que ces derniers n'ont jamais respectés, il revendique au nom de son peuple la propriété du Lakota, territoire situé dans le nord-ouest des États-Unis qui comprend notamment des régions du Nebraska, du Dakota du Sud, du Dakota du Nord, du Montana et du Wyoming. Les Lakotas, dont firent partie, entre autres, les grands chefs Sitting Bull et Crazy Horse, ont été l'une des nations à infliger une défaite à l'armée américaine lors de la bataille de Little Big Horn en 1876 dans le Montana.

## Biographie

### Jeunesse
Russell Means, un Sioux Oglala, est né dans la réserve de Pine Ridge en 1939. Il est le fils de Walter F. Means (1915-1967) et de Theodora Louise Feather (1914-1980). Ses deux parents ont été éduqués à la Carlisle Indian Industrial School. En 1942, la famille de Means déménage dans la région de la baie de San Francisco. Means entre à la San Leandro High School, et reçoit son diplôme en 1958.

### Avec l'AIM
En 1968, Means rejoint l'American Indian Movement. Il est fondateur des sections Cleveland et Dakota et devient rapidement un de ses principaux leaders. En 1969, il se joint à un groupe d'autochtones pour occuper l'île d'Alcatraz pour une durée de 19 mois. Il est nommé comme premier dirigeant du groupe en 1970. Plus tard cette année-là, Means est l'un des leaders de l'occupation par l'AIM du mont Rushmore. En 1972, il participe à l'occupation par l'AIM du Bureau des affaires indiennes à Washington, et en 1973 il conduit l'occupation de Wounded Knee, qui devient la plus célèbre action du groupe.
En 1974 Means est candidat pour la première fois à la présidence de sa tribu des Oglalas, contre Dick Wilson. Bien que le résultat officiel donne Wilson vainqueur avec deux cents voix supplémentaires, Means l'accuse de fraude massive et d'intimidation. Une enquête effectuée par un tribunal fédéral donne raison à Means et ordonne un nouveau scrutin. Toutefois le gouvernement de Wilson refuse d'exécuter cette décision et la cour renonce à faire appliquer le verdict. En 1977 Means crée les bureaux du Conseil des traités internationaux indiens aux Nations unies et contribue à créer d'importantes institutions alternatives dans la réserve de Pine Ridge, comme la station de radio KILI et le centre médical Porcupine.
Dans les années 1980, l'AIM se divise en plusieurs factions concurrentes. Cette division se produit après le soutien apporté par Means au groupe autochtone Miskito MISURATA (appelé plus tard YATAMA) au Nicaragua. Means voyage sur la côte Atlantique du Nicaragua en 1985 et 1986 dans un but d'information. À cette époque le Grand Conseil (Grand Governing Council) de l'AIM lui demande de cesser de se présenter comme un dirigeant de l'AIM, mais d'autres parties du mouvement continuent de le soutenir et de s'aligner sur ses positions.
En 1988, la faction dirigée par les frères Bellecourt déclare que Means a publiquement démissionné de l'AIM au moins six fois, la première en 1974. En 2004 le site internet de Means affirme qu'à cette époque il est membre du département Colorado de l'AIM, qui est associée avec la faction rivale. Means fait équipe avec l'activiste controversé Ward Churchill, qui a intronisé Means en 1987 lors de la campagne très animée pour la direction du parti libertarien contre le député Ron Paul. Il est battu par Ron Paul qui retourne ensuite au parti républicain.

### Les autres engagements politiques
Depuis la fin des années 1970, Means a souvent soutenu les causes politiques libertariennes, ce qui le met en conflit avec plusieurs autres leaders de l'AIM. En 1986 Means voyage au Nicaragua pour exprimer son soutien aux autochtones Miskito qui étaient allés avec les contras financés par les États-Unis contre le gouvernement nicaraguayen. En 1987 Means brigue la nomination du Parti libertarien pour la candidature à la présidence des États-Unis et obtient un soutien considérable au sein de ce parti (il finit deuxième avec 31,41 % des voix), mais est finalement battu par Ron Paul.
En 2001 Means est candidat indépendant à l'élection du gouverneur du Nouveau-Mexique, mais il est écarté du scrutin à cause de problèmes de procédure. À la place, il est de nouveau candidat à la présidence des Sioux Oglalas avec l'aide de Twila Lebeaux. Élection perdue de peu contre John Yellow Bird Steele. 
Means lutte contre l'emploi du terme de Native American (littéralement « Américain autochtone ») auquel il préfère celui d'« Indien américain ». Il soutient que l'usage du mot Indien dérive non pas d'une confusion avec l'Inde mais de l'expression italienne In Dio, qui signifie « en Dieu ».
Il affirme également que puisque les traités et les autres documents légaux emploient le terme d'« Indien » et non celui d'« Américain autochtone », l'utilisation du terme d'"Indien" peut aider les peuples autochtones des États-Unis à combler les lacunes juridiques pour regagner leur terre.
Après la Déclaration — non contraignante — des Nations unies sur les droits des peuples autochtones, en septembre 2007, un groupe d'activistes autochtones américains présente une lettre au département des États-Unis indiquant leur retrait de tous les traités passés avec le gouvernement des États-Unis, et engage un processus d'entrée en contact avec des gouvernements étrangers pour solliciter leur soutien.
Le 20 décembre 2007,  Means annonce avec un petit groupe de Sioux Lakota le retrait de tous les traités passés avec le gouvernement des États-Unis. Means et une délégation d'activistes déclarent l'indépendance de la République lakota, avec une souveraineté qui s'étend sur des milliers de kilomètres carrés au Dakota du Sud, Dakota du Nord, Nebraska, Wyoming et Montana. Le site internet de la République lakota affirme que leur groupe est soutenu par ce qu'ils nomment les « conseils traditionnels des traités » de huit communautés. Toutefois ils admettent que leur délégation n'agit pas au nom des gouvernements tribaux élus, ou comme il les appelle, au nom des « Indiens IRA », ou des autres peuples Lakota refusant d'être libres. Means affirme également que son groupe ne « représente pas les collaborateurs, les Indiens vichystes et ces gouvernements tribaux mis en place par le gouvernement des États-Unis d'Amérique », comparant les chefs tribaux au gouvernement français qui collabora avec les nazis pendant l'Occupation. 
Le 8 janvier 2008, deux chefs de tribu Lakota émettent une déclaration écrite contre tout projet de rejet des traités passés avec les États-Unis, partant du principe que l'enjeu était le renforcement des traités existants,.

### Carrière d'acteur
Means commence sa carrière d'acteur en 1992 ; il incarne le chef Chingachgook dans Le Dernier des Mohicans. Il fait une apparition importante dans Tueurs nés et dans Into the West. Dans Pocahontas il prête sa voix au personnage du père, Powhatan. Il la prête également pour le jeu vidéo Under a Killing Moon.
En 1997 Means publie son autobiographie, Where White Men Fear to Tread (Là où les Hommes blancs ont peur de marcher).

### Portrait de Warhol
Andy Warhol peignit 18 portraits de Russell Means dans sa série d'Indiens d'Amérique. L'Institut d'Art de Dayton détient un portrait de Means dans sa collection.

## Mort
Il meurt à 72 ans d'un cancer de l'œsophage le 22 octobre 2012.

## Filmographie

### Cinéma
- 1992 : Le Dernier des Mohicans (The last of the Mohicans) de Michael Mann
- 1994 : Tueurs nés (Natural born killers) d'Oliver Stone
- 1994 : Pionniers malgré eux (Wagons east!) de Peter Markle
- 1994 : Pocahontas : Une légende indienne (Pocahontas) de Mike Gabriel et Eric Goldberg (voix)
- 1995 : Windrunner de William Clark
- 1997 : Song of Hiawatha de Jeffrey Shore
- 1997 : Pocahontas 2 : Un monde nouveau (Pocahontas II: Journey to a new world) de Tom Ellery et Bradley Raymond (voix)
- 1998 : A league of old men d'Allan Rich
- 1999 : Thomas et le Chemin de fer magique de Britt Allcroft (en)
- 2000 : Cowboy up de Xavier Koller
- 2000 : Wind River de Tom Shell
- 2000 : Warrior spirits documentaire de Jim Compton
- 2001 : Bienvenue à 29 Palms (29 palms) de Leonardo Ricagni
- 2003 : Black Cloud de Ricky Schroder
- 2004 : The Last Shot de Jeff Nathanson
- 2005 : Enterre mon cœur à Wounded Knee (Bury My Heart at Wounded Knee) documentaire de O.W. Tuthill (narrateur)
- 2005 : Looks twice de Bayard Johnson (court-métrage)
- 2007 : Pathfinder - Le Sang du guerrier (Pathfinder) de Marcus Nispel
- 2007 : Unearthed de Matthew Leutwyler
- 2007 : Intervention de Mary McGuckian
- 2007 : Turok : Son of Stone de Curt Geda, Dan Riba, Frank Squillace et Tad Stones (voix)
- 2008 : Rez bomb de Steven Lewis Simpson
- 2008 : Reel Injun de Neil Diamond, Catherine Bainbridge et Jeremiah Hayes
- 2009 : The sasquatch and the girl de Trevor Knapp Jones (voix du narrateur)
- 2009 : Questions for Crazy Horse de O.W. Tuthill
- 2010 : Cangleska Wakan de Aitken Pearson
- 2010 : Sing your song de Susanne Rostock
- 2011 : Tiger Eyes de Lawrence Blume
- 2011 : The Revolution of immortal technique documentaire de Cary Stuart
- 2011 : Holy Man : The USA vs Douglas White documentaire de Jennifer Jessum
- 2012 : Generation Red Nation documentaire d'Olga Valanos
- 2012 : A Thunder-Being Nation documentaire de Steven Lewis Simpson
- 2013 : Winnetou : The beginning de Michael M. Michalak

### Télévision
- 1996 : Le Lac Ontario (The Pathfinder) de Donald Shebib
- 2013 : Banshee : Benjamin Longshadow